# Nagri
Nagri è una suddivisione dell'India, classificata come nagar panchayat, di 6.565 abitanti, situata nel distretto di Mandsaur, nello stato federato del Madhya Pradesh. In base al numero di abitanti la città rientra nella classe V (da 5.000 a 9.999 persone).

## Geografia fisica
La città è situata a 23° 53' 18 N e 75° 08' 31 E.

## Società

### Evoluzione demografica
Al censimento del 2001 la popolazione di Nagri assommava a 6.565 persone, delle quali 3.281 maschi e 3.284 femmine. I bambini di età inferiore o uguale ai sei anni assommavano a 956, dei quali 460 maschi e 496 femmine. Infine, coloro che erano in grado di saper almeno leggere e scrivere erano 4.423, dei quali 2.599 maschi e 1.824 femmine.